# 窑店镇 (泾川县)
窑店镇，是中华人民共和国甘肃省平凉市泾川县下辖的一个乡镇级行政单位。

## 行政区划
窑店镇下辖以下地区：
将军村、西门村、南头湾村、峪头村、丰禾村、坳心村、东坡村、练范村、庙头村、龙盘村、公主村和雷家岭村。